# Tenoch Huerta
José Tenoch Huerta Mejía (tiếng Tây Ban Nha: [teˈnotʃ ˈweɾta]; sinh ngày 29 tháng 1 năm 1981) là một nam diễn viên người México. Anh đã xuất hiện trong một số bộ phim Mỹ Latinh và Tây Ban Nha, đóng vai chính trong cả phim truyện và phim ngắn và Narcos: Mexico, được ghi là Tenoch Huerta. Anh ấy là một trong những diễn viên xuất hiện trong cuốn sách 30 Actors Made in Mexico của Mónica Maristain. Anh đóng vai K'uk'ulkan / Namor trong phim Black Panther: Wakanda Forever năm 2022, lấy bối cảnh trong Vũ trụ Điện ảnh Marvel (MCU), hiện được ghi là Tenoch Huerta Mejía.

## Thời thơ ấu
Huerta sinh ra ở Ecatepec de Morelos, Bang Mexico, vào ngày 29 tháng 1 năm 1981. Cha anh rất yêu thích điện ảnh và đã đăng ký cho anh tham gia khóa học diễn xuất với nữ diễn viên María Elena Saldaña. Sau đó anh cũng theo học thêm các diễn viên Carlos Torres Torrija và Luis Felipe Tovar. Huerta là người gốc bản địa, với bà cố ngoại là người Nahua và bà cố nội Purépecha. Huerta không tự nhận mình là người bản địa. Tuy nhiên, anh khuyến khích mọi người tìm hiểu thêm về di sản Bản địa của họ trong và ngoài cộng đồng.

## Sự nghiệp
Năm 2006, anh xuất hiện lần đầu trong sự nghiệp diễn xuất của mình trong bộ phim Asi del prosicio với tư cách là một nhân vật phụ. Năm 2009, anh xuất hiện trong bộ phim Sin nombre của Cary Joji Fukunaga với vai Li'l Mago, thủ lĩnh phe Tapachula của băng đảng Mara Salvatrucha khét tiếng .
Năm 2015, anh xuất hiện với vai Carlos Mamami trong bộ phim tiểu sử sống sót sau thảm họa The 33 , Alejo in Camino. Năm 2018, anh bắt đầu đóng vai Rafael Caro Quintero trong Narcos: Mexico của Netflix.
Năm 2021, anh xuất hiện với vai Juan trong The Forever Purge, bộ phim thứ năm của loạt phim The Purge, cùng với đồng nghiệp của anh là Narcos: Mexico, Alejandro Edda.
Vào năm 2022, trong buổi thuyết trình tại San Diego Comic-Con cho bộ phim Black Panther: Wakanda Forever của Marvel Studios, Huerta được tiết lộ là đã tham gia vào dàn diễn viên và được tiết lộ sẽ đóng vai Namor the Sub-Mariner.

## Giải thưởng
Nam diễn viên chính xuất sắc nhất tại Liên hoan phim ngắn ở Thành phố Mexico, cho màn trình diễn của anh ấy trong Café paraíso của Alonso Ruizpalacios. Huerta cũng đã nhận được năm đề cử cho Giải Ariel, chiến thắng cho Nam diễn viên chính xuất sắc nhất cho vai diễn trong Días de Gracia năm 2012.

## Danh sách phim

### Điện ảnh
| Năm  | Tiêu đề                                      | Vai diễn                                 | Ghi chú              |
| ---- | -------------------------------------------- | ---------------------------------------- | -------------------- |
| 2006 | Así del precipicio                           | Window cleaner                           |                      |
| 2007 | Malamados, en la soledad todo esta permitido | Aarón                                    |                      |
| 2007 | Déficit                                      | Adán                                     |                      |
| 2007 | La zona                                      | Mario                                    |                      |
| 2008 | Sleep Dealer                                 | David Cruz                               |                      |
| 2008 | Café paraíso                                 | Gallo                                    | Phim ngắn            |
| 2008 | Road to Fame                                 | Domingo                                  |                      |
| 2008 | Nesio                                        | El Araña                                 |                      |
| 2008 | Soy mi madre                                 | Ramón                                    |                      |
| 2008 | Just Walking                                 | David                                    |                      |
| 2009 | Sin nombre                                   | Lil' Mago                                |                      |
| 2009 | El horno                                     | Boyfriend                                | Phim ngắn            |
| 2010 | Marea alta                                   | Gerónimo                                 |                      |
| 2010 | Depositarios                                 | Andrés                                   |                      |
| 2010 | Chicogrande                                  | Doctor Terán                             |                      |
| 2010 | ¿Cómo has estado?                            | Obsmar                                   | Phim ngắn            |
| 2010 | El Infierno                                  | The Devil                                |                      |
| 2010 | Busco empleo                                 | Ramn                                     | Phim ngắn            |
| 2011 | Cristeros y Federales                        | Soldier                                  | Phim ngắn            |
| 2011 | Días de gracia                               | Teacher / Lupe                           |                      |
| 2012 | Vacaciones en el infierno                    | Carlos                                   |                      |
| 2012 | Cristiada                                    |                                          | Không được công nhận |
| 2012 | Colosio: El asesinato                        | Jesús "Chuy"                             |                      |
| 2012 | De tierra                                    | Julio                                    | Phim ngắn            |
| 2012 | La vida precoz y breve de Sabina Rivas       | Juan                                     |                      |
| 2012 | Penumbra                                     | Ángel                                    | Phim ngắn            |
| 2013 | La banqueta                                  | Abel                                     | Phim ngắn            |
| 2013 | Stand Clear of the Closing Doors             | Ricardo Sr.                              |                      |
| 2014 | Güeros                                       | Sombra                                   |                      |
| 2014 | Mercy                                        | Él                                       | Phim ngắn            |
| 2014 | Escobar: Paradise Lost                       | Roldano Brother                          |                      |
| 2014 | El más buscado                               | Charro Misterioso / Alfredo Ríos Galeana |                      |
| 2015 | The 33                                       | Carlos Mamani                            |                      |
| 2015 | Semana Santa                                 | Chávez                                   |                      |
| 2015 | Camino                                       | Alejo                                    |                      |
| 2015 | Spectre                                      | Mexican Man in Lift                      |                      |
| 2015 | Las Aparicio                                 | Juan                                     |                      |
| 2016 | La carga                                     | Francisco Tenamaztle                     |                      |
| 2016 | Vive por mí                                  | Gavilán                                  |                      |
| 2017 | El silencio es bienvenido                    | Soldier 1                                |                      |
| 2017 | El autor                                     | Enrique                                  |                      |
| 2017 | Tigers Are Not Afraid                        | El Chino                                 |                      |
| 2017 | Debris                                       | Armando                                  | Phim ngắn            |
| 2018 | Bel Canto                                    | Comandante Benjamín                      |                      |
| 2020 | Son of Monarchs                              | Mendel                                   |                      |
| 2021 | The Forever Purge                            | Juan                                     |                      |
| 2021 | Madres                                       | Beto                                     |                      |
| 2022 | Black Panther: Wakanda Forever               | Namor                                    | Hậu kỳ               |

### Truyền hình
| Năm       | Tiêu đề               | Vai diễn                     | Ghi chú |
| --------- | --------------------- | ---------------------------- | ------- |
| 2008      | Capadocia             | Toño                         | 2 tập   |
| 2010      | Los Minondo           | Nacho                        |         |
| 2011      | El Encanto del Águila | Emiliano Zapata              | 5 tập   |
| 2012      | Cloroformo            | El Búfalo                    | 13 tập  |
| 2016      | Hasta Que Te Conocí   | Nereo                        | 3 tập   |
| 2015–2016 | Mozart in the Jungle  | Manuel                       | 2 tập   |
| 2016–2017 | Blue Demon            | Alejandro Muñoz / Blue Demon | 65 tập  |
| 2018      | Here on Earth         | Adán Cruz                    | 8 tập   |
| 2018–2020 | Narcos: Mexico        | Rafael Caro Quintero         | 11 tập  |